# Буршье, Генри, 5-й граф Бат
Ге́нри Буршье́, 5-й гра́ф Ба́т (англ. Henry Bourchier, 5th Earl of Bath); 1587 — 16 августа 1654) — английский аристократ и государственный деятель, лорд-хранитель Малой печати (1644–1654), 5-й граф Бат (1636–1654).

## Биография
Генри Буршье был пятым сыном сэра Джорджа Буршье и его второй жены Марты Говард, дочери Уильяма Говарда, 1-го барона Говард из Эффингема и Маргарет Гэмидж. Получил образование в Тринити-колледже, колледже Дублинского университета, который закончил в 1610 году в звании магистра.
Из-за ранней смерти четверых старших братьев, Генри стал одним из богатых землевладельцев, а в 1621 году он был посвящён в рыцари. В марте 1636 года после смерти своего родственника унаследовал семейный титул графа Бат. В годы гражданской войны поддержал кавалеров и короля Карла I; он собирал войска для королевской армии в Девоншире.
В сентябре 1642 года он был арестован и отправлен в Тауэр, откуда был освобождён в августе 1643 года. Ему были поставлены условия, что он покинет страну, но после освобождения Буршье отправился в Оксфорд к королю Карлу I, который назначил его на должность лорда-хранителя Малой печати.
Во времена Английской республики его обвиняли в нескольких преступлениях, в том числе и службе Карлу I. Он был приговорён к огромному штрафу, который был выплачен из семейных счетов. Скончался 16 августа 1654 года, был похоронен в церкви Святого Петра в Тостоке (Девон).

## Семья
В декабре 1638 года, в возрасте 51 года, женился на 25-летней Рейчел Фейн (28 января 1613 — 11 ноября 1680), дочери Фрэнсиса Фейна, 1-го графа Уэстморленд и Мэри Милдмей Фейн; их брак был бездетным.